# Kabinett Jasper I
Das Kabinett Jasper I bildete die Regierung des Freistaates Braunschweig 1919–1920.
| Kabinett Jasper I – 30. April 1919 bis 22. Juni 1920 \| Amt \| Name \| Partei \| \| ------------------------------------- \| -------------------------------------------------------------- \| ------------ \| \| Ministerpräsident Inneres und Kammern \| Heinrich Jasper \| SPD \| \| Recht \| August Junke bis 26. Juni 1919 August Hampe bis 21. April 1920 \| USPD LWV/BNP \| \| Schule \| August Junke bis 26. Juni 1919 Heinrich Rönneburg \| USPD DDP \| \| Ernährung, Handel und Verkehr \| Gustav Gerecke bis 26. Juni 1919 Otto Antrick \| USPD SPD \| \| Arbeit \| Gustav Steinbrecher \| SPD \| \| Finanzen \| Ernst Bartels \| parteilos \| |                                                                |              |
| Amt | Name                                                           | Partei       |
| Ministerpräsident Inneres und Kammern | Heinrich Jasper                                                | SPD          |
| Recht | August Junke bis 26. Juni 1919 August Hampe bis 21. April 1920 | USPD LWV/BNP |
| Schule | August Junke bis 26. Juni 1919 Heinrich Rönneburg              | USPD DDP     |
| Ernährung, Handel und Verkehr | Gustav Gerecke bis 26. Juni 1919 Otto Antrick                  | USPD SPD     |
| Arbeit | Gustav Steinbrecher                                            | SPD          |
| Finanzen | Ernst Bartels                                                  | parteilos    |